# 霍姆斯查珀爾
霍姆斯查珀爾（英語：Holmes Chapel）是位於英格蘭柴郡的一個村莊和民政教區，在1974年之前名為 Church Hulme。據2001年人口普查，霍姆斯查珀爾有人口5,669人。

## 外部連結
维基共享资源上的相關多媒體資源：霍姆斯查珀爾